# Wells (Maine)
Wells – miasto w Stanach Zjednoczonych, w stanie Maine, w hrabstwie York.